# NGC 6327
NGC 6327 (другие обозначения — ZWG 225.74, PGC 59889) — галактика в созвездии Геркулес.
Этот объект входит в число перечисленных в оригинальной редакции «Нового общего каталога».